# 유영준 (1920년)
유영준(1920년 10월 21일~2005년 12월 17일)은 대한민국의 정치인이다. 제4대 국회희원을 지냈다.

## 역대 선거 결과
|  | 68.11% |

|  | 10.52% |